# 金屋口駅
金屋口駅（かなやぐちえき）は、かつて和歌山県有田郡吉備町（現・有田川町）徳田にあった、有田鉄道有田鉄道線の駅である。

## 歴史
- 1916年（大正5年）7月1日：開業。
- 2002年（平成14年）12月31日：路線廃止に伴い営業終了[1]。
- 2003年（平成15年）1月1日：廃駅[1]。

## 駅構造
地上駅。ホームは1面1線であったが、構内に車両基地があり、それにともなう運転扱いがあったため、有田鉄道線唯一の有人駅であった。出札窓口は、ハイモ180-101導入によるワンマン運転実施時に閉鎖された。駅前にはバスターミナルがあり、鉄道線の定期乗車券等の乗車券類はそちらの案内所で発売が行われていた。

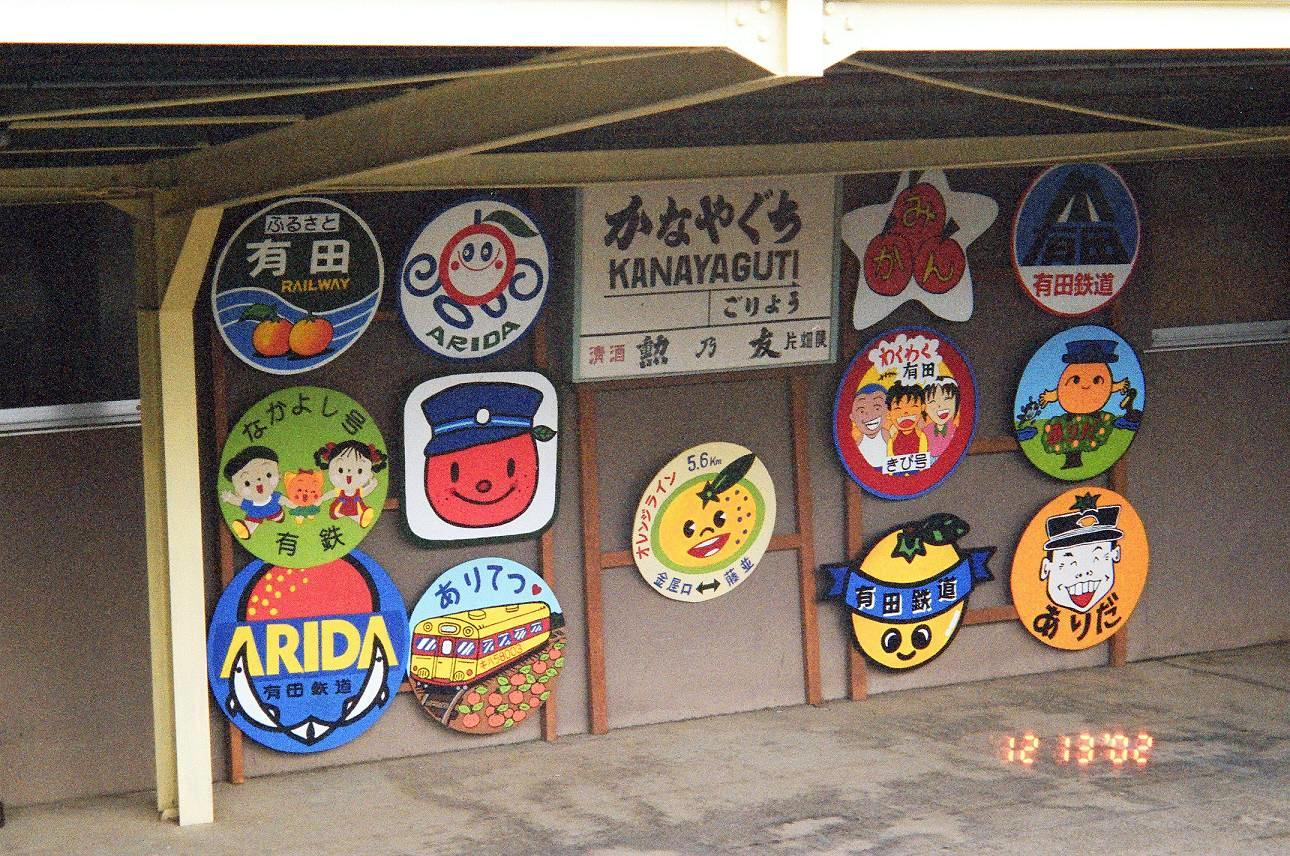
金屋口駅のホーム。列車に使用されたヘッドマークが展示されていた。 （2002年12月）
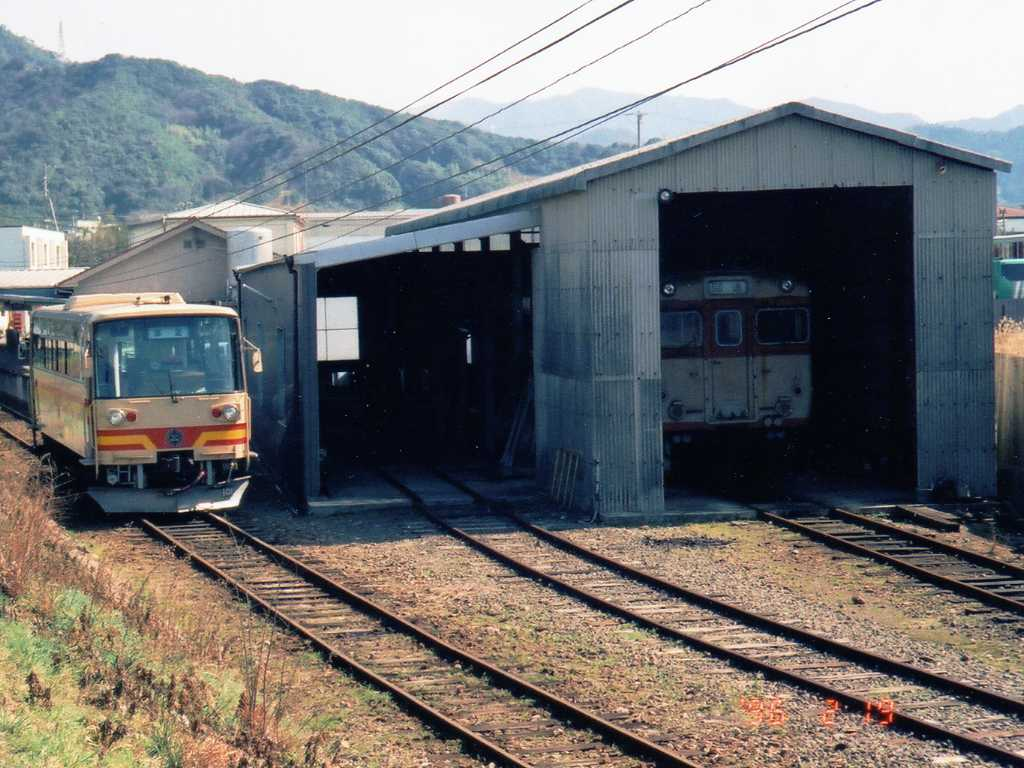
金屋口駅の構内。右側が車両基地。 （1996年2月）
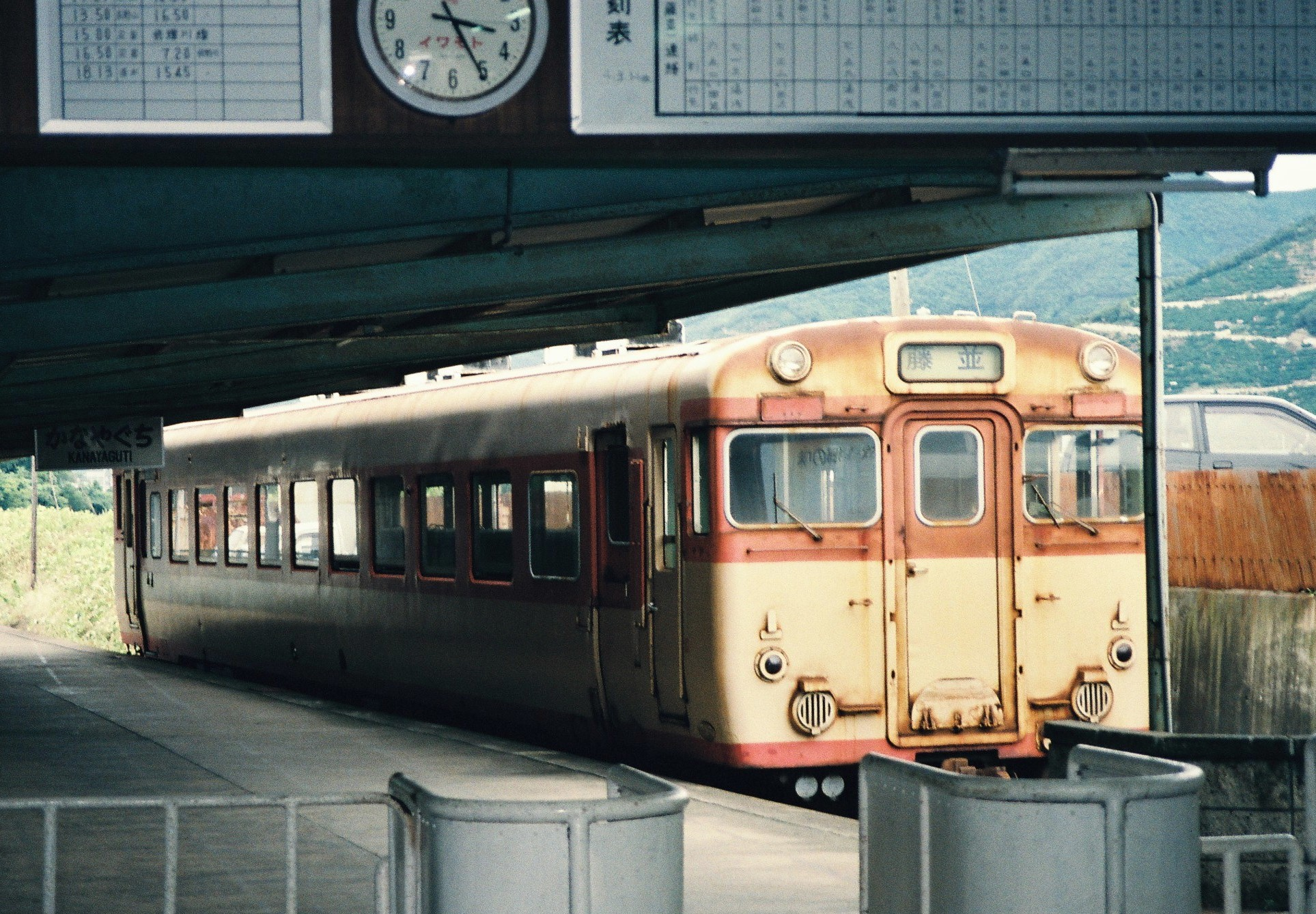
金屋口駅に停車中のキハ58 （1992年8月）

## 駅周辺
- 有田鉄道本社・車庫
- 有田川町立鳥屋城小学校
- 有田川町立金屋中学校
- 地蔵寺
- 道の駅明恵ふるさと館

## 現状
有田鉄道廃止後、駅舎は撤去されておらず、タクシーの車庫として再利用されている。
構内用地は有田川町に譲渡のうえ再整備され、2010年（平成22年）3月20日に有田川町鉄道公園としてオープンした。

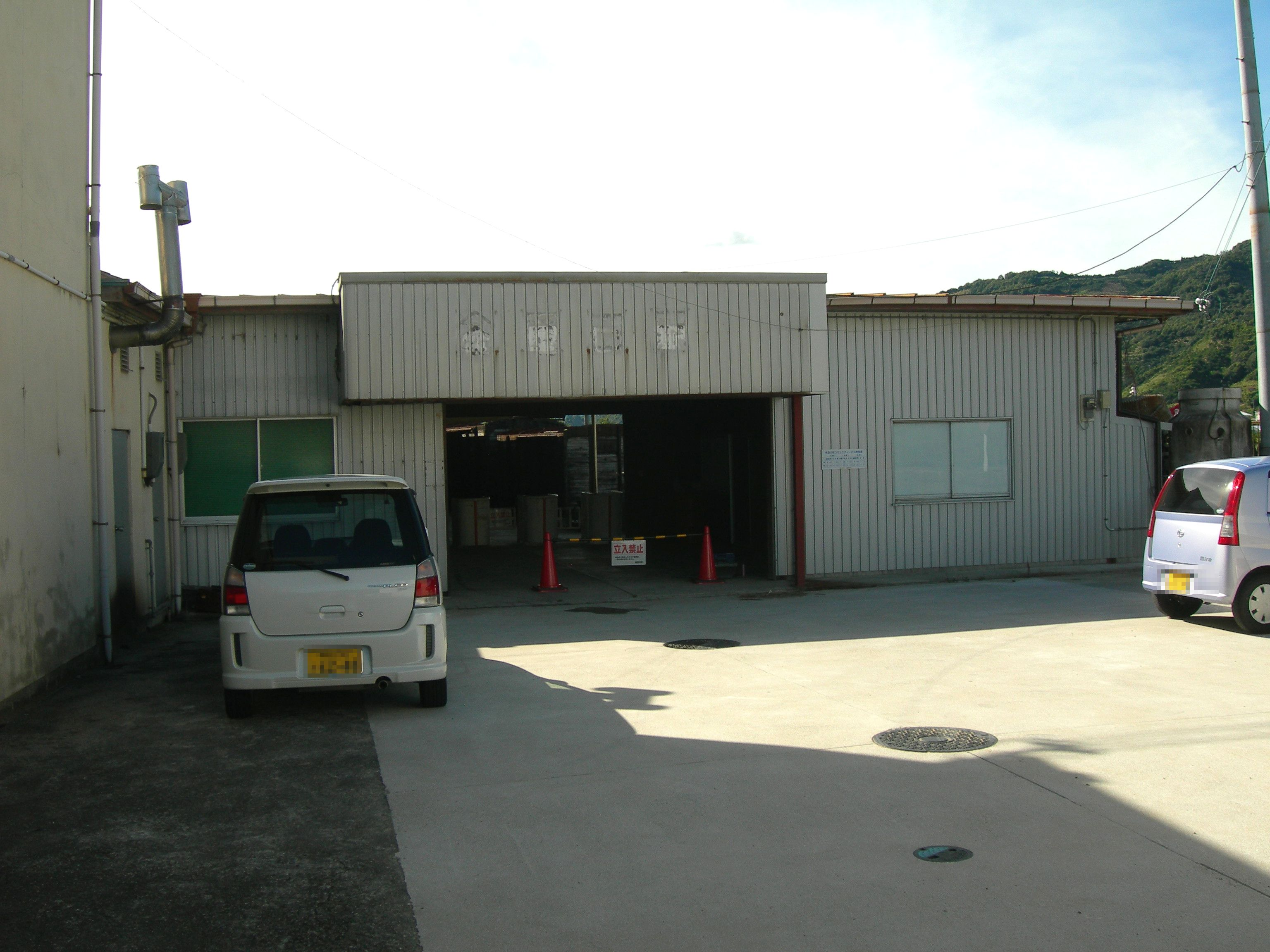
廃止後も残る駅舎。 （2010年9月）
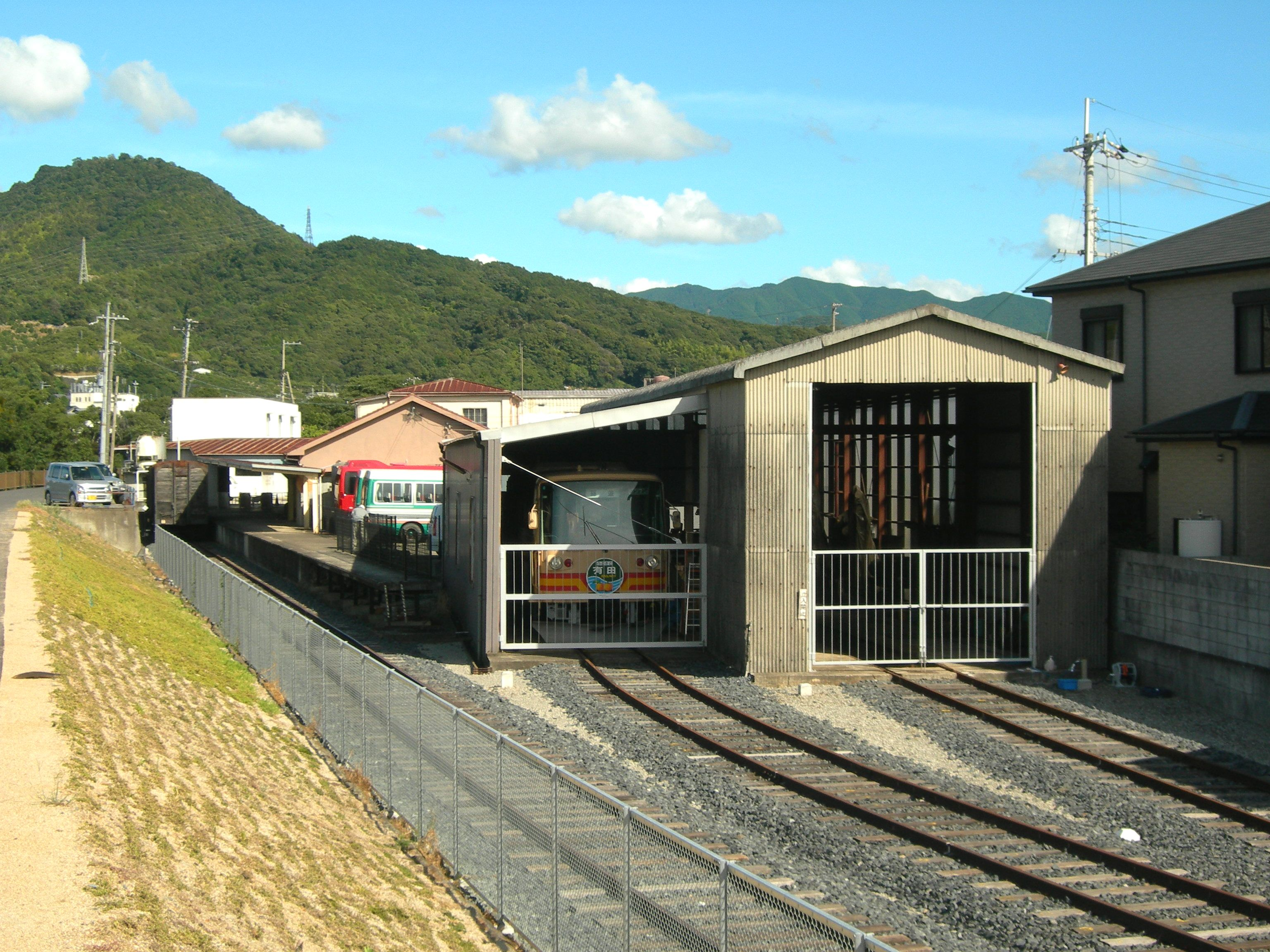
廃止後の駅構内。 （2010年9月）

## 隣の駅
有田鉄道
有田鉄道線
御霊駅 - 金屋口駅